# Szihote-Aliny meteorit
Koordináták: é. sz. 46° 09′ 36″, k. h. 134° 39′ 12″46.160000°N 134.653333°E

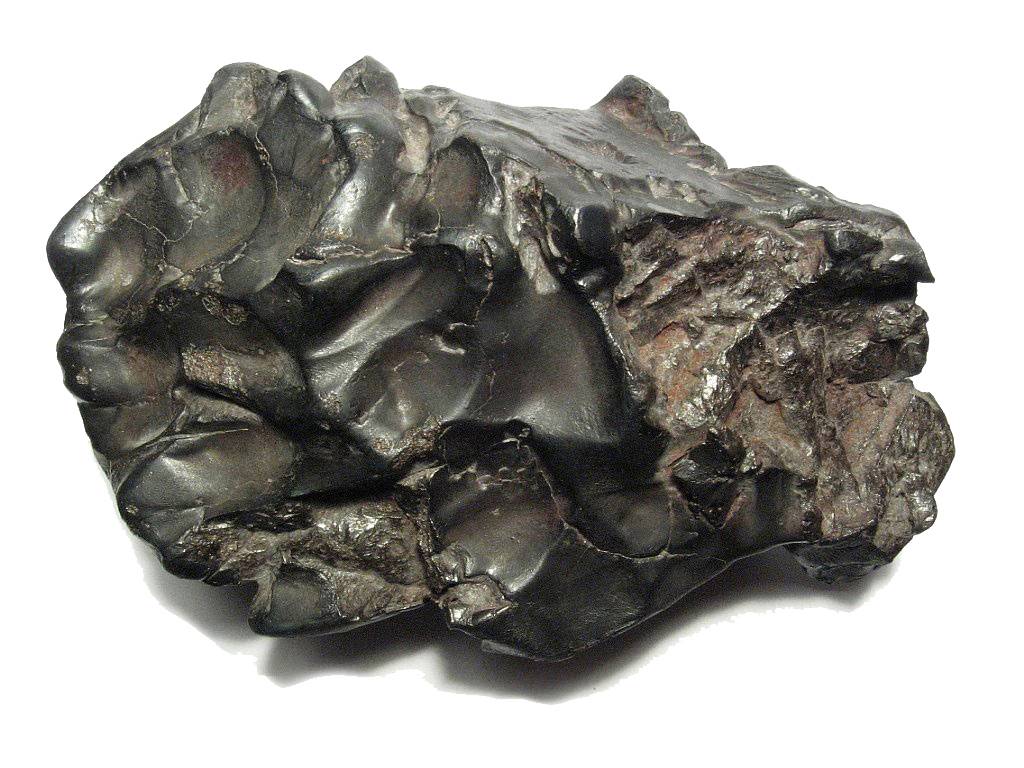
A becsapódott meteorit 1,7 kilogrammos darabja

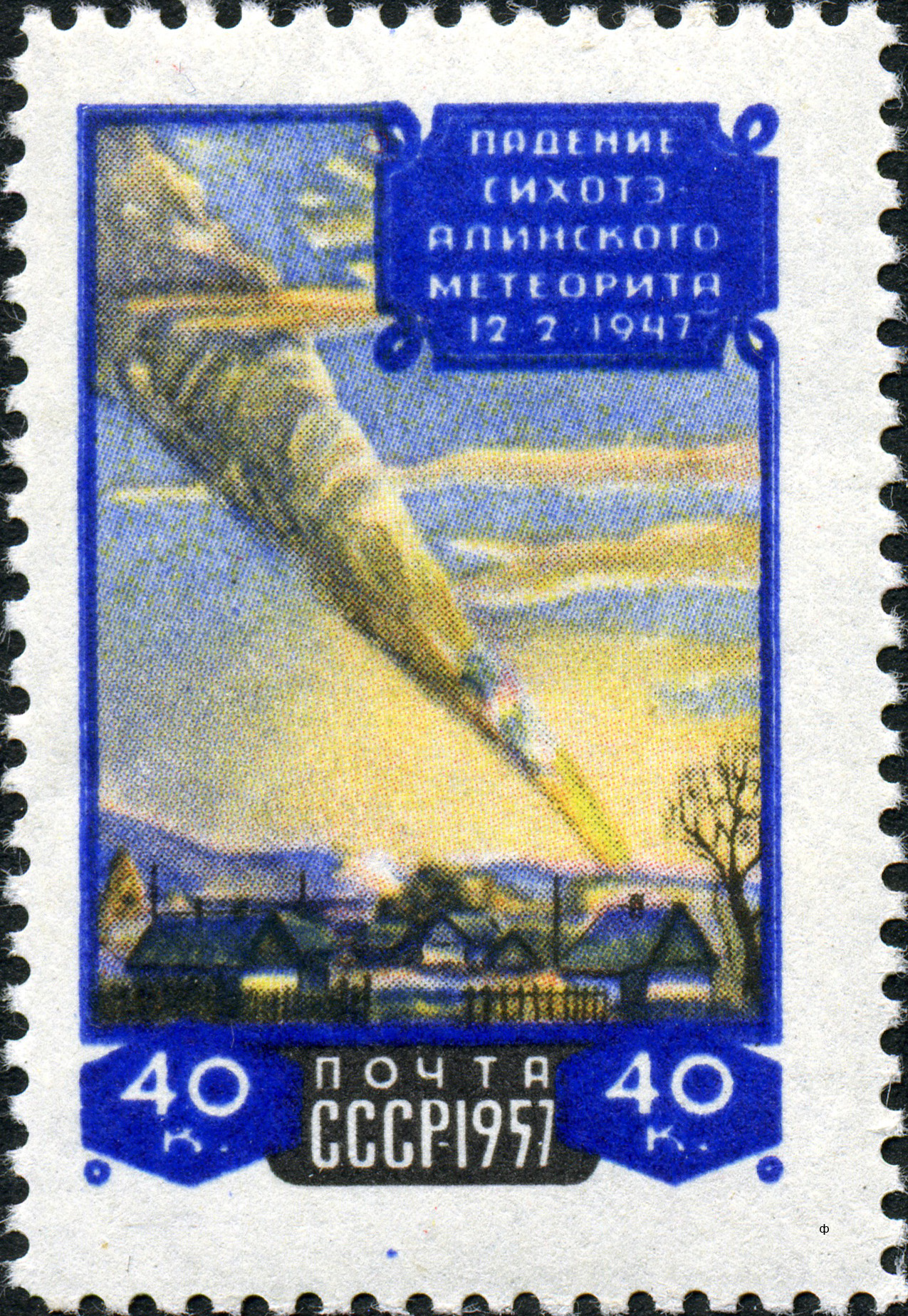
A 10. évfordulóra kiadott szovjet emlékbélyeg

Szihote-Aliny meteorit a modern történelem egyik legnagyobb (nagyjából 100 tonnás) vasmeteoritja. 1947. február 12-én a szovjet Távol-Keleten a Szihote-Aliny hegylánc területére (Oroszország délkeleti részén) csapódott be, mintegy 27 méter átmérőjű becsapódási krátert, a Szihote-Alinyszkij-krátert hozva létre.

## A légkörben való haladás és becsapódás
1947. február 12-én, 10:30 körül szemtanúk a Szihote-Aliny hegység közelében (Primorje, Szovjetunió), megfigyeltek egy nagy tűzgömböt, ami világosabb volt, mint a Nap, észak felől közeledett, és mintegy 41 fokos szögben ereszkedett lefelé.
Körülbelül 5,6 km-es  magasságban a legnagyobb darab robbanás kíséretében darabokra tört. A meteor haladási sebessége 14 km/s volt, és a a sűrűbb légkörbe való belépéskor kezdett darabokra esni, de a darabok továbbra is együtt haladtak.
A becsapódáskor keletkező fényes villanást és a fülsiketítő hangot a 300 km-re lévő Lucsegorszkban és a mintegy 440 km-re északkeletre lévő Vlagyivosztokban is észlelték. Az égen hagyott füstnyom, ami becslések szerint 32 km hosszú volt, néhány óráig látható volt.
1957. november 20-án az esemény 10 éves évfordulójára a szovjet posta emlékbélyeget adott ki, melyet P. I. Medvegyev szovjet művész készített, aki maga is tanúja volt, amikor az ablakon kinézve egy tűzgolyó jelent meg, így azonnal elkezdte lerajzolni, amit látott.

## Tömege
A Szihote-Aliny meteorit össztömegét a kortársak mintegy 90.000 kg-ra becsülték. Újabb becslések, így többek által is becsülten a tömege 100.000 kg, azaz 100 tonna lehetett.

## A meteoritokról általában
A kráterek méretének, számának kialakulásában a légkörnek jelentős szerepe van: közegellenállásával elégeti (vagy anyagától függően elpárologtatja), ezzel felemészti a kisebb meteorokat, a nagyobbakat szétdarabolódásra (fragmentálódásra) készteti a sűrűbbé váló atmoszférán való áthaladás alatt. Létezik az úgynevezett levágási mérethatár (angolul cut off size), amely alatt a meteor nagy valószínűséggel nem éri el egy darabban a felszínt (ez a mérethatár nagyban függ a test anyagi minőségétől, de nagyjából néhány méteres darabról van szó). A felszínt elérő becsapódás sebessége néhány km/s-nál kezdődik és 72 km/s-ig emelkedik. A nagyobb meteoritok többnyire már a légkörben széttöredeznek és több darabban érnek földet, illetve csapódnak be. A törmelék sok, általában kisebb méretű krátert hoz létre (méteres, ill. néhányszor tíz- vagy százméteres átmérőjű kráterekből álló krátermezők, körülbelül 5–100 kráterrel), amelyek erózióval szembeni ellenálló képessége kisebb, mint ha egy darabban csapódott volna be, egyetlen, nagyobb méretű meteoritkrátert alakítva ki. Ilyen krátermezők a Földön: a Kaalijärv (Észtország), Morasko (Lengyelország), Henbury (Ausztrália), Szihote-Aliny (Oroszország).